# Jon Schofield
Jonathan Michael „Jon“ Schofield (* 10. Mai 1985 in Petersfield) ist ein ehemaliger britischer Kanute.

## Karriere
Jon Schofield gewann seine ersten internationalen Medaillen im Jahr 2010, als er gemeinsam mit Liam Heath in Corvera im Zweier-Kajak über die 200-Meter-Distanz Europameister wurde. Bei den Weltmeisterschaften in Poznań wurde er in dieser Disziplin mit Heath Dritter, mit der 4-mal-200-Meter-Staffel gelang ihm der Gewinn der Vizeweltmeisterschaft. Im Jahr darauf verbesserten sich Schofield und Heath bei den Weltmeisterschaften in Szeged auf den zweiten Platz, während sie in Belgrad ihren Titel bei den Europameisterschaften verteidigten. Auch 2012 in Zagreb wurden die beiden gemeinsam Europameister über 200 Meter. Bei den Olympischen Spielen in London gingen sie ebenfalls gemeinsam an den Start und beendeten das Rennen auf dem dritten Platz, womit sie hinter Juri Postrigai und Alexander Djatschenko sowie den Weißrussen Raman Petruschenka und Wadsim Machneu die Bronzemedaille gewannen.
Bei den Weltmeisterschaften 2013 wurden Schofield und Heath in Duisburg erneut Vizeweltmeister, Schofields einziger Titelgewinn in dem Jahr. 2014 gelang Schofield bei den Weltmeisterschaften in Moskau mit der 4-mal-200-Meter-Staffel der Gewinn der Bronzemedaille. 2015 blieb er dann erstmals seit 2009 ohne Medaillengewinn. Einen solchen verpasste er unter anderem bei den Europaspielen mit dem vierten Platz im Zweier-Kajak mit Liam Heath. Bei den Olympischen Spielen 2016 in Rio de Janeiro startete er erneut zusammen mit Liam Heath und setzte sich in der 200-Meter-Distanz knapp gegen die Litauer Aurimas Lankas und Edvinas Ramanauskas durch, die lediglich 0,02 Sekunden hinter Schofield und Heath die Ziellinie überquerten. Die beiden Briten gewannen die Silbermedaille hinter den siegreichen Spaniern Saúl Craviotto und Cristian Toro.
2019 beendete er seine aktive Karriere und nahm eine Anstellung bei der Scottish Canoe Association an. An der Loughborough University absolvierte Schofield ein Studium der Human Biology. Danach machte er einen Masterabschluss in Applied Physiotherapy and Biomechanics an der Brunel University.